# McArthur Peak
Il McArthur Peak è una vetta appartenente alla catena dei Monti Sant'Elia, situato nel territorio dello Yukon in Canada. Si trova 11 a Nord-Est del Monte Logan, la montagna più alta del Canada. Una cima secondaria è situata due chilometri a est ed è conosciuta con il nome di McArthur Est. 
Ha un'altezza di 4.344 metri sul livello del mare. 
Il picco è stato così nominato in onore di Joseph James McArthur che intraprese la prima scalata alla vetta superando i 10.000 piedi (3.047 metri) nel 1887. 
La cima fu conquistata nel 1961 dal ghiacciaio Hubbard, salendo la cresta nord. 